# Kinga Kollár
Kinga Kollár, né le 6 mars 1978 à Esztergom, est une femme politique hongroise. Membre du Parti Respect et liberté (Tisza), elle est élue députée européenne lors des élections européennes de 2024.

## Biographie
Kinga Kollár naît le 6 mars 1978 à Esztergom, dans le comitat de Komárom-Esztergom. Elle est avocate dans le domaine économique ; durant sa carrière, elle travaille pour l'Autorité hongroise de la concurrence. De 2008 à 2014, elle est employée par le ministère hongrois de la Justice comme examinatrice en droit européen. Elle travaille actuellement à Luxembourg, au sein de la Commission européenne, depuis 2020. 
En avril 2024, Kinga Kollár est choisie par Péter Magyar pour figurer sur la liste du Parti Respect et liberté (Tisza) en vue des élections européennes de 2024. Le 9 juin 2024, elle est élue députée européenne,.